# Fstab
O arquivo fstab é um arquivo de configuração do sistema localizado em /etc/fstab em sistemas operacionais Unix e sistemas de computadores Unix-like. No GNU/Linux é parte do pacote util-linux. O arquivo fstab tipicamente lista partições de disco todos disponíveis e outros tipos de sistemas de arquivos e fontes de dados que não são necessariamente baseada em disco, e indica como devem ser inicializados ou não integrado na estrutura do sistema de arquivos maiores.

Através de sua edição é possível automatizar a montagem e inicialização de partições de uso especifico, que de outra forma não poderiam ser feitas pelo usuário que não seja o administrador do sistema. Esse recurso confere grande versatilidade aos sistemas Unix e Unix-like, permitindo por exemplo, que os arquivos pessoais dos usuários individuais sejam armazenados em partições separadas de tamanho definido e com permissões personalizadas. Também permite que implementação de técnicas de armazenamento RAID e LVM sejam implementadas com relativa facilidade. Além da montagem de unidades em outros formatos nativos de outros sistema operacionais como acontece com o NFS.

Exemplo de entrada típica de um arquivo fstab.

#/dev/sda3
UUID=e2390b87f-fabc-4350-90e8-a60258f90a89 /mnt/e2390b87f-fabc-4350-90e8-a60258f90a89 auto nosuid,nodev,nofail,noauto,x-gvfs-show 0 0

Neste caso, o UUID, (numero serial para a identificação do disco), também serve como ponto de montagem dentro do diretório /mnt/ na raiz de um sistema Unix-like e aparece na forma de uma pasta com o número servindo de nome. As opções que se seguem permitem que se diga ao sistema se essa unidade sera montada automaticamente, na inicialização do sistema, se sera somente leitura, ou leitura e escrita, e ainda uma série de outras opções  capazes de impactar na eficiência e rendimento finais do sistema. Os zeros ao final da linha dizem ao sistema se essa unidade deve ser ou não verificada em busca de erros e se isso ocorrerá a cada inicialização ou se apenas em caso de desligamento incorreto do sistema.